# Primate (ecclesiastico)

Stemma di Primate nella Chiesa cattolica.

Stemma di Philippe Barbarin, Primate delle Gallie, si noti in alto la scritta Prima Sedes Galliarum.

Primate (dal latino primus, "primo") è un titolo ecclesiastico storicamente assegnato all'arcivescovo di una sede in genere metropolitana di grande rilevanza, corrispondente per esempio alla capitale di uno Stato. La cattedrale sede di primate è detta primaziale.
Nella Chiesa cattolica occidentale (anche detta Chiesa latina) il titolo è esclusivamente onorifico nell'epoca moderna e non comporta potere giurisdizionale. Nella gerarchia ecclesiastica latina, la dignità di primate segue quella di patriarca e precede quella di metropolita. Nelle Chiese cattoliche orientali,  individua il massimo esponente di ogni singola chiesa (pur restando egli soggetto all'autorità del papa). Nelle Chiese ortodosse il titolo è equivalente al patriarca di una Chiesa autocefala.

## Sedi primaziali della Chiesa cattolica
Segue l'elenco delle sedi primaziali cattoliche ancora oggi in vigore.

### Europa
- Primate del Belgio - Arcivescovo di Malines-Bruxelles (1560)
- Primate di Francia - Arcivescovo di Parigi
  - Primate delle Gallie - Arcivescovo di Lione
  - Primate delle Gallie e di Germania - Arcivescovo di Sens
  - Primate d'Aquitania - conteso tra l'Arcivescovo di Bourges e l'Arcivescovo di Bordeaux
  - Primate di Bretagna - Arcivescovo di Rennes
  - Primate di Lorena - Vescovo di Nancy[1]
  - Primate di Normandia - Arcivescovo di Rouen
  - Primate della Novempopulania - Arcivescovo di Auch
- Primate di Germania - Arcivescovo di Salisburgo
- Primate di Inghilterra e Galles - Arcivescovo di Westminster (XIX secolo)
- Primate d'Irlanda - Arcivescovo di Dublino
  - Primate di tutta l'Irlanda - Arcivescovo di Armagh
- Primate d'Italia - Papa, in qualità di Vescovo di Roma
  - Primate del Salento - Arcivescovo di Otranto[2]
  - Primate di Sicilia - Arcivescovo di Palermo
  - Primate di Sardegna e Corsica - Arcivescovo di Pisa[3]
  - Primate del Regno di Napoli - Arcivescovo di Salerno-Campagna-Acerno
- Primate dei Paesi Bassi - Arcivescovo di Utrecht
- Primate di Polonia - Arcivescovo di Gniezno[4][5]
- Primate del Portogallo - Arcivescovo di Braga, con il titolo di "primate di tutte le Spagne"
- Primate di Repubblica Ceca, con l'antico titolo di primate di Boemia - Arcivescovo di Praga (1344)
- Primate di Scozia - Arcivescovo di Saint Andrews ed Edimburgo (908)[6]
- Primate di Serbia - Arcivescovo di Antivari
- Primate di Spagna - Arcivescovo di Toledo
  - Primate delle Spagne - Arcivescovo di Tarragona[7]

- Primate d'Ungheria - Arcivescovo di Esztergom-Budapest

### Americhe
- Indie - Arcivescovo di Santo Domingo, in quanto titolare della sede episcopale più antica d'America[8][9]
- Argentina - Arcivescovo di Santiago del Estero (2024)[10]
- Bolivia - Arcivescovo di Sucre (2021)[11]
- Brasile - Arcivescovo di San Salvador di Bahia
- Canada - Arcivescovo di Québec
- Colombia - Arcivescovo di Bogotá
- Cuba - Arcivescovo di Santiago di Cuba
- Ecuador - Arcivescovo di Quito
- Messico - Arcivescovo di Città del Messico
- Perù - Arcivescovo di Lima
- Stati Uniti - formalmente non c'è un primate, ma la precedenza è assegnata all'arcivescovo di Baltimora, in virtù del fatto che è la diocesi statunitense più antica

### Asia
- Indie orientali - Arcivescovo di Goa e Damão, patriarca ad honorem delle Indie orientali
- Sri Lanka - Arcivescovo di Colombo

### Africa
- L'arcivescovo di Cartagine aveva il titolo di primate d'Africa
- Ghana - Arcivescovo di Cape Coast

### Oceania
- Primate d'Australia - Arcivescovo di Sydney

### Titoli primaziali non più esistenti
- Bulgaria – vescovo di Veliko Tarnovo (1204-1235) con il titolo di Primate di Bulgaria e Valacchia
- Croazia - arcivescovo di Spalato con il titolo di "Primate di Dalmazia e di tutta la Croazia" (925 - 1828)[12][13]
- Dalmazia - il primate era il patriarca di Venezia
- Germania - Arcivescovo di Magonza (prima del 1801)
- In Francia:
  - Al di là dei Pirenei, gli arcivescovi francesi di Auch e Narbona pretendevano, negli anni 714-1019, la primazia sui territori settentrionali della Spagna, che infine venne assegnata a Tarragona
  - Arcivescovo di Narbona, "primate della Gallia Narbonense"
  - Vescovo di Vienne, "primate di Borgogna"
- In Italia:
  - Arcivescovo di Milano; primate di Lombardia dal 1815 al 1859 quando la Lombardia era parte costituente del Regno Lombardo-Veneto
- In Portogallo:
  - Arcivescovo di Funchal; primate delle Indie e di tutte le nuove terre scoperte e da scoprirsi dal 1533 al 1547
- In Regno Unito:
  - "Di tutta l'Inghilterra" - Arcivescovo di Canterbury (597-1558), soppressa dallo scisma anglicano
  - Inghilterra - Arcivescovo di York (?-1558), soppressa dallo scisma anglicano[14]
  - Scozia - Vescovo di Abernethy (844-908)
  - Scozia - Vescovo di Dunkeld (?-844)
- Scandinavia - Lund, ora nella Svezia del sud, fu sede primaziale dell'allora più estesa Danimarca
- Ucraina - Arcivescovo di Leopoli, già "primate di Galizia e Lodomeria" dal 1817 al 1858

## Sedi primaziali non cattoliche

### Chiese luterane
- Arcivescovo di Turku - Primate di Finlandia

### Chiese ortodosse autonome e autocefale e Chiese antico cattoliche autonome con rito occidentale
- Arcivescovo metropolita di Milano e Aquileia - Primate della metropolia patriarcale ortodossa autonoma dell'Occidente (Europa e Americhe) con titolo di Beatitudine - Chiesa di successione apostolica greco-russa del vecchio calendario (detto calendario giuliano).

### Comunione anglicana

#### Chiese con sede primaziale fissa
- Arcivescovo di Auckland - Primate di Aotearoa, Nuova Zelanda e Polinesia
- Arcivescovo di Brisbane - Primate d'Australia
- Arcivescovo di Seoul - Primate di Corea
- Arcivescovo di Hong Kong Sheng Kung Hui e vescovo dell'Isola di Hong Kong - Primate di Hong Kong
- Arcivescovo di Canterbury - Primate di tutta l'Inghilterra
- Arcivescovo di York - Primate d'Inghilterra
- Arcivescovo di Armagh - Primate d'Irlanda
- Arcivescovo di Papua Nuova Guinea e vescovo di Aipo Rongo - Primate di Papua Nuova Guinea

#### Chiese senza Primate (immediatamente soggette all'Arcivescovo di Canterbury)
- Chiesa anglicana di Bermuda
- Chiesa di Ceylon

#### Chiese con Primate eletto
- Chiesa anglicana del Canada - L'attuale Primate è stato eletto mentre era titolare della Diocesi di Nuova Scozia e Isola del Principe Edoardo
- Chiesa in Galles - L'attuale Primate è il Vescovo di Llandaff
- Chiesa anglicana del Kenya

### Unione di Utrecht
- Arcivescovo di Utrecht - Primate dei Vecchi cattolici
- Chiesa Antica Cattolica e Apostolica in Italia[15] - Primate con titolo di Beatitudine